# Connie Madigan
Connie Madigan (Ontario, Canadá; 4 de octubre de 1934 – 2 de enero de 2024) fue un jugador canadiense de hockey sobre hielo que jugó en la posición de defensa. Es reconocido por ser el novato más viejo en la historia de la NHL al debutar en la liga con 38 años.

## Carrera
| 1952–53   | Port Arthur Bruins | TBJHL     | 27  | 4  | 3   | 7   | 67   | —   | — | —  | —  | —   |
| 1953–54   | Port Arthur Bruins | TBJHL     | 26  | 2  | 11  | 13  | 124  | 9   | 1 | 2  | 3  | 18  |
| 1954–55   | Port Arthur Bruins | TBJHL     | 34  | 7  | 11  | 18  | 168  | —   | — | —  | —  | —   |
| 1954–55   | Humboldt Indians   | SJHL      | 5   | 0  | 0   | 0   | 0    | —   | — | —  | —  | —   |
| 1955–56   | Penticton Vees     | OSHL      | 54  | 4  | 18  | 22  | 231  | —   | — | —  | —  | —   |
| 1956–57   | Penticton Vees     | OSHL      | —   | —  | —   | —   | —    | —   | — | —  | —  | —   |
| 1957–58   | Vernon Canadians   | OSHL      | 8   | 0  | 3   | 3   | 34   | —   | — | —  | —  | —   |
| 1958–59   | Vernon Maple Leafs | WIHL      | 50  | 4  | 24  | 28  | 145  | 11  | 2 | 4  | 6  | 24  |
| 1958–59   | Spokane Spokes     | WHL       | 3   | 1  | 1   | 2   | 2    | —   | — | —  | —  | —   |
| 1958–59   | Nelson Maple Leafs | Al-Cup    | —   | —  | —   | —   | —    | 7   | 0 | 3  | 3  | 12  |
| 1959–60   | Fort Wayne Komets  | IHL       | 66  | 7  | 50  | 57  | 272  | 13  | 0 | 3  | 3  | 44  |
| 1960–61   | Cleveland Barons   | AHL       | 8   | 0  | 2   | 2   | 13   | —   | — | —  | —  | —   |
| 1960–61   | Fort Wayne Komets  | IHL       | 57  | 9  | 28  | 37  | 231  | 8   | 2 | 3  | 5  | 26  |
| 1961–62   | Fort Wayne Komets  | IHL       | 2   | 0  | 0   | 0   | 9    | —   | — | —  | —  | —   |
| 1961–62   | Spokane Comets     | WHL       | 63  | 9  | 28  | 37  | 171  | 16  | 0 | 4  | 4  | 28  |
| 1962–63   | Spokane Comets     | WHL       | 48  | 7  | 15  | 22  | 115  | —   | — | —  | —  | —   |
| 1963–64   | Los Angeles Blades | WHL       | 68  | 10 | 27  | 37  | 120  | 12  | 2 | 4  | 6  | 49  |
| 1964–65   | Providence Reds    | AHL       | 10  | 1  | 2   | 3   | 34   | —   | — | —  | —  | —   |
| 1964–65   | Portland Buckaroos | WHL       | 60  | 11 | 20  | 31  | 158  | 10  | 1 | 4  | 5  | 18  |
| 1965–66   | Portland Buckaroos | WHL       | 72  | 13 | 31  | 44  | 159  | 14  | 1 | 6  | 7  | 15  |
| 1966–67   | Portland Buckaroos | WHL       | 72  | 9  | 42  | 51  | 147  | 4   | 2 | 1  | 3  | 6   |
| 1967–68   | Portland Buckaroos | WHL       | 59  | 7  | 25  | 32  | 105  | 12  | 1 | 5  | 6  | 16  |
| 1968–69   | Portland Buckaroos | WHL       | 71  | 3  | 25  | 28  | 175  | 10  | 1 | 8  | 9  | 22  |
| 1969–70   | Dallas Black Hawks | CHL       | 10  | 1  | 4   | 5   | 26   | —   | — | —  | —  | —   |
| 1969–70   | Portland Buckaroos | WHL       | 60  | 5  | 28  | 33  | 101  | 11  | 0 | 6  | 6  | 59  |
| 1970–71   | Portland Buckaroos | WHL       | 72  | 8  | 59  | 67  | 175  | 3   | 0 | 3  | 3  | 38  |
| 1971–72   | Portland Buckaroos | WHL       | 61  | 8  | 48  | 56  | 170  | 11  | 0 | 7  | 7  | 44  |
| 1972–73   | St. Louis Blues    | NHL       | 20  | 0  | 3   | 3   | 25   | 5   | 0 | 0  | 0  | 4   |
| 1972–73   | Portland Buckaroos | WHL       | 42  | 3  | 26  | 29  | 146  | —   | — | —  | —  | —   |
| 1973–74   | San Diego Gulls    | WHL       | 39  | 3  | 19  | 22  | 80   | —   | — | —  | —  | —   |
| 1973–74   | Portland Buckaroos | WHL       | 16  | 0  | 12  | 12  | 22   | 9   | 0 | 2  | 2  | 40  |
| 1974–75   | Portland Buckaroos | WIHL      | 10  | 2  | 11  | 13  | 20   | —   | — | —  | —  | —   |
| 1975–76   | Portland Buckaroos | NWHL      | 24  | 7  | 16  | 23  | 88   | —   | — | —  | —  | —   |
| Total WHL | Total WHL          | Total WHL | 806 | 97 | 406 | 503 | 1846 | 112 | 8 | 50 | 58 | 335 |
| Total NHL | Total NHL          | Total NHL | 20  | 0  | 3   | 3   | 25   | 5   | 0 | 0  | 0  | 4   |

## Cine
Madigan tuvo un papel secundario en la película Slap Shot de 1977 interpretando al legendario jugador de hockey Ross "Mad Dog" Madison.